# Свръхпроводимост
Свръхпроводимостта е физическа характеристика на някои материали при ниски температури. Тя се проявява като отсъствие на електрическо съпротивление и съвършен диамагнетизъм (ефект на Майснер). Тя се проявява като фазов преход при определена температура Тc, наречена критична температура на прехода.
Явлението е открито през 1911 г. от холандския физик Хейке Камерлинг Онес, който изследва съпротивлението на чист живак при ниски температури. На 8 април 1911 г. той установява, че при 3 Келвина (около -270 ° C) електрическото съпротивление на живака е практически нула. Следващият експеримент, проведен на 11 май, показва, че рязък спад на съпротивлението до нула настъпва при температура от около 4,2 K (по-късно по-точни измервания показват, че тази температура е 4,15 K). През 1986 г. Беднорц и Мюлер установяват свръхпроводимост на сплави при температури, значително по-високи от известните дотогава, което се оказва от различен тип. Оттогава става общоприето различаването на „класическа“ и високотемпературна свръхпроводимост. Разделя ги температурата на кипене на течния азот (77,4 К).
Класическите свръхпроводници имат критична температура на прехода до около 39 келвина (–234,15 °C):
| Материал | Mg     | Ga  | Al  | In  | Sn  | Hg   | Pb  | Nb  | NbTi     | NbN       | NbPb | Nb3Sn     | La-Ba-Cu оксид | MgB2 |
| Tc [ K ] | 0,0005 | 1,1 | 1,2 | 3,4 | 3,7 | 4,15 | 7,2 | 9,3 | 9,5–10,5 | 14,5–17,8 | 17,9 | 18,1–18,5 | 30             | 39   |

При някои известни сплави и състави е възможно критичната температура на прехода да бъде увеличена (високотемпературна свръхпроводимост), например:
- Итриево-бариево-меден оксид (YBa2Cu3O7−x) – 92–93 К;
- Талиево-бариево-калциево-меден оксид Табко-2223 (Tl2Ba2Ca2Cu3O10) – 125–127 K;
- Живачно-барий-калциево-меден оксид Hg-1223 (HgBa2Ca2Cu3O8+d) – тази керамика има най-високата известна критична температура на прехода – 135 К. През 2000 г. е показано, че леко флуориране на тази живачна керамика прави възможно повишаването на критичната температура на прехода при нормално налягане до 138 K.[1] При външно налягане от 350 хиляди атмосфери тя се повишава до 164 К, което е само с 19 К под минималната температура, регистрирана в природни условия на повърхността на земята (183 К = –90,15 °С). По този начин свръхпроводниците в своето развитие са преминали от метален живак (4,15 K) до високотемпературни свръхпроводници, съдържащи живак (164 K).

Ниските температури са условие за проявата на свръхпроводимост, но явлението зависи и от други фактори, например електрическо напрежение или външно магнитно поле. При протичането на ток съществува критическа стойност за неговата плътност, над която материалите възвръщат обичайното си съпротивление. На нея съответства и критическо магнитно поле, което има същия ефект. За практически приложения тези прагови стойности са ниски, което ограничава реалното използване на свръхпроводниците.
Свръхпроводниците се разделят на две големи семейства: свръхпроводници тип I (по-специално живакът принадлежи към тях) и тип II (които обикновено са сплави от различни метали). Работата на Л. В. Шубников през 30-те години на XX век и А. А. Абрикосов през 50-те години изиграва значителна роля в откриването на свръхпроводимост от втори тип.